# Bernhard Plockhorst
Bernhard Plockhorst (Brunswick, 2 de marzo de 1825-Berlín, 18 de mayo de 1907) fue un pintor y diseñador gráfico alemán. En Alemania, Plockhorst es conocido principalmente por los expertos, mientras que sus cuadros siguen siendo muy populares en Estados Unidos y sus reproducciones se pueden encontrar en muchos hogares e iglesias estadounidenses.

## Biografía
Litógrafo de oficio, conoció en Leipzig a Carl Theodor von Piloty, quien lo invitó a ir en su compañía a Múnich y frecuentar su Academia de Bellas Artes. De esta ciudad pasó, en 1853, a París, en donde continuó sus estudios con Thomas Couture. Tras algunos viajes de estudio por Bélgica, Países Bajos e Italia, se estableció en Berlín, en donde pintó una serie de retratos a la vez que el gran cuadro María y Juan de regreso del entierro de Jesús. Desde entonces se dedicó exclusivamente a la pintura religiosa. Desde 1866 hasta 1869 fue profesor de la Escuela de Arte de Weimar para después volver a Berlín, en cuya exposición de 1872 presentó el cuadro Lucha del arcángel Miguel con Lucifer.
La Enciclopedia Espasa cita como obras suyas, además de las ya mencionadas, Ascensión de Cristo, Despedida de Jesús de su madre, Jesús camino de Emaús, Aparición de Cristo a María Magdalena, Hallazgo de Moisés en el Nilo, El ángel de la guarda, Dejad que los niños se acerquen a mí, Lutero en la noche de Navidad, Descanso en la huida, Cristo consolador, Piadoso samaritano, Quédate con nosotros y Jesús bendiciendo. Además pintó un retrato del emperador Guillermo I y otro de su esposa Augusta.

## Galería

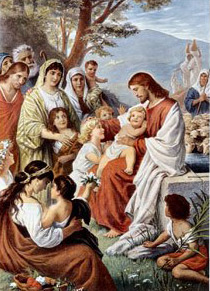
Lasset die Kindlein zu mir kommen
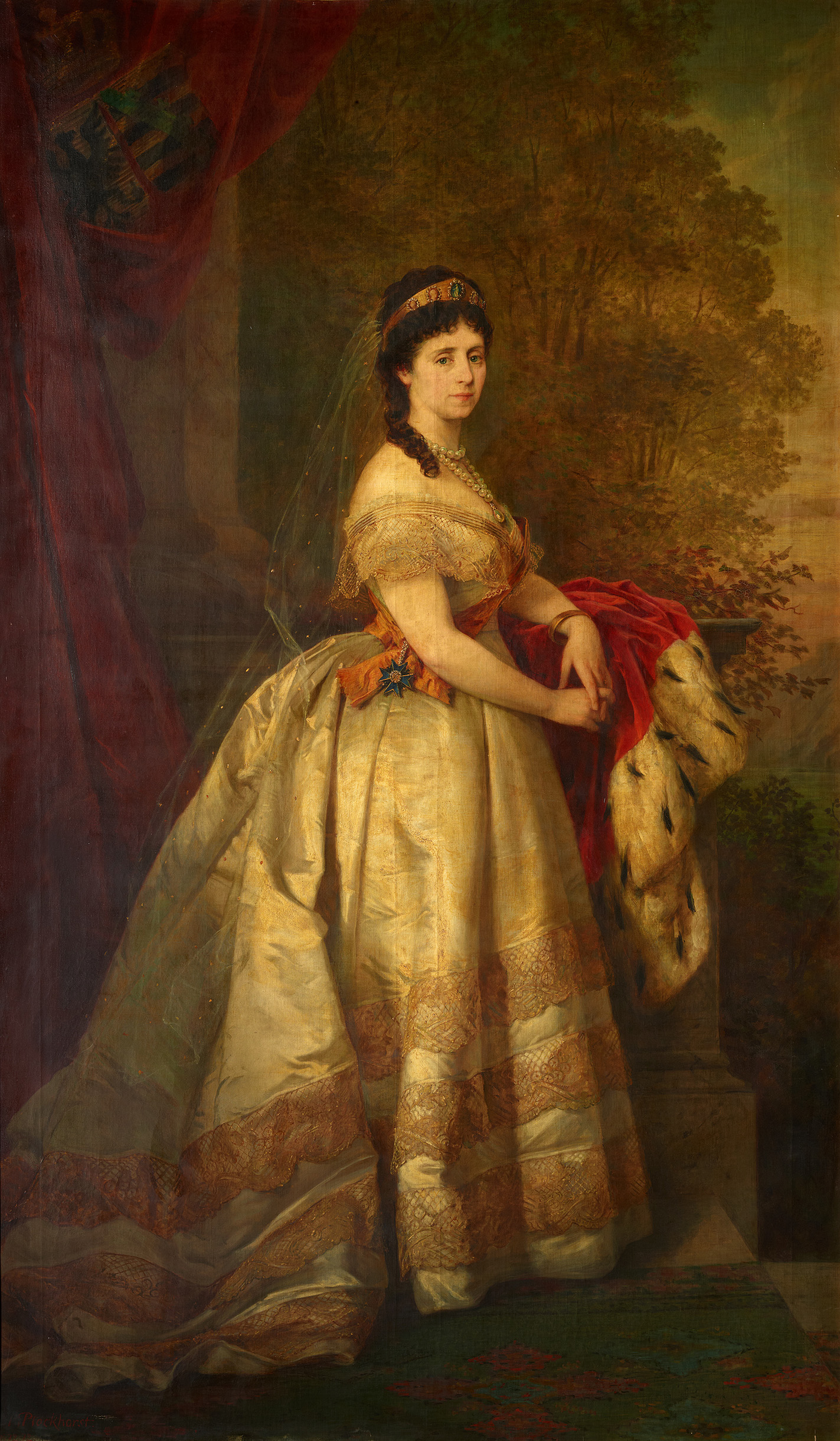
Retrato de la emperatriz Augusta